# 華潤創業

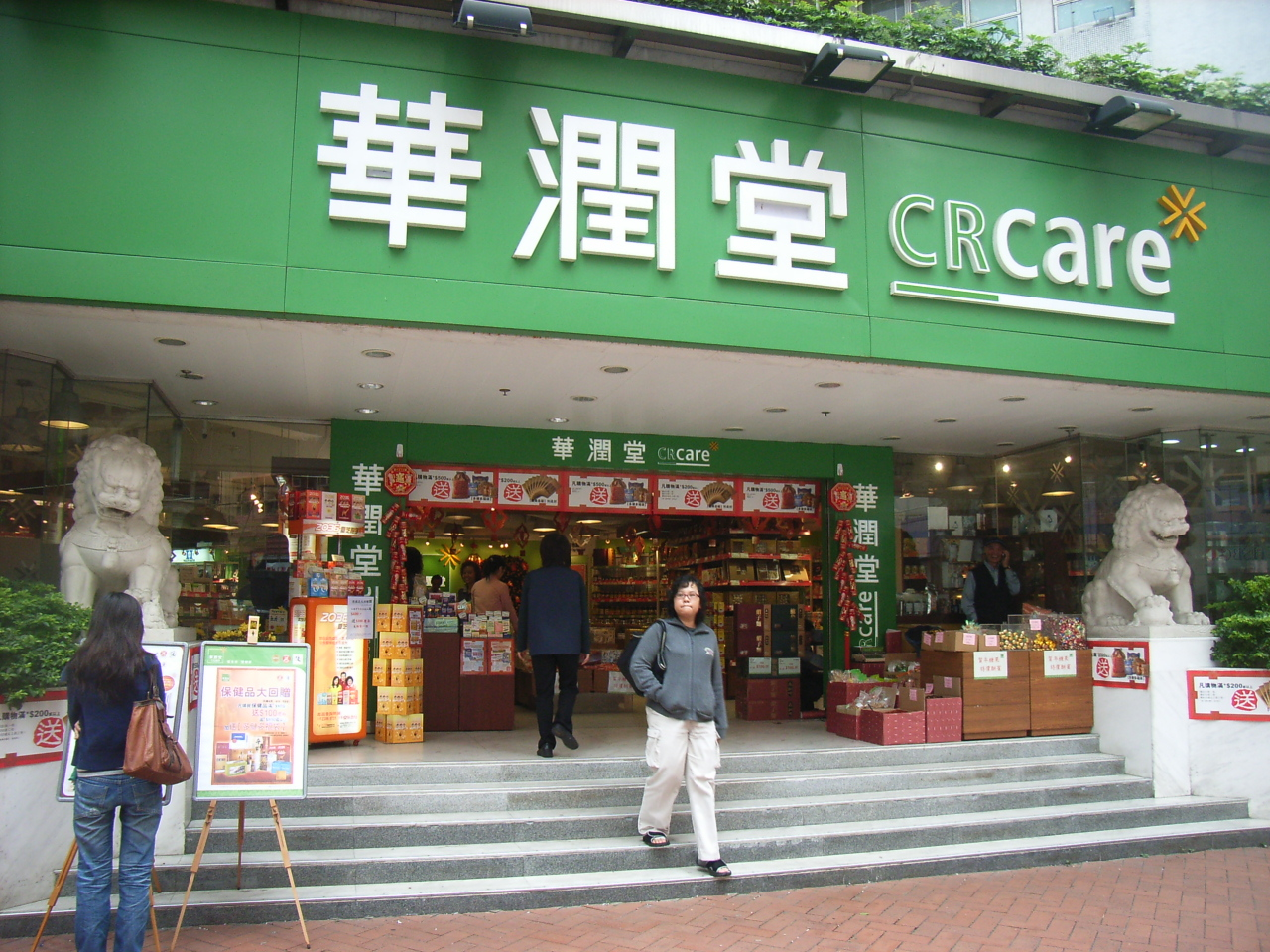
華潤堂(已全線結業）

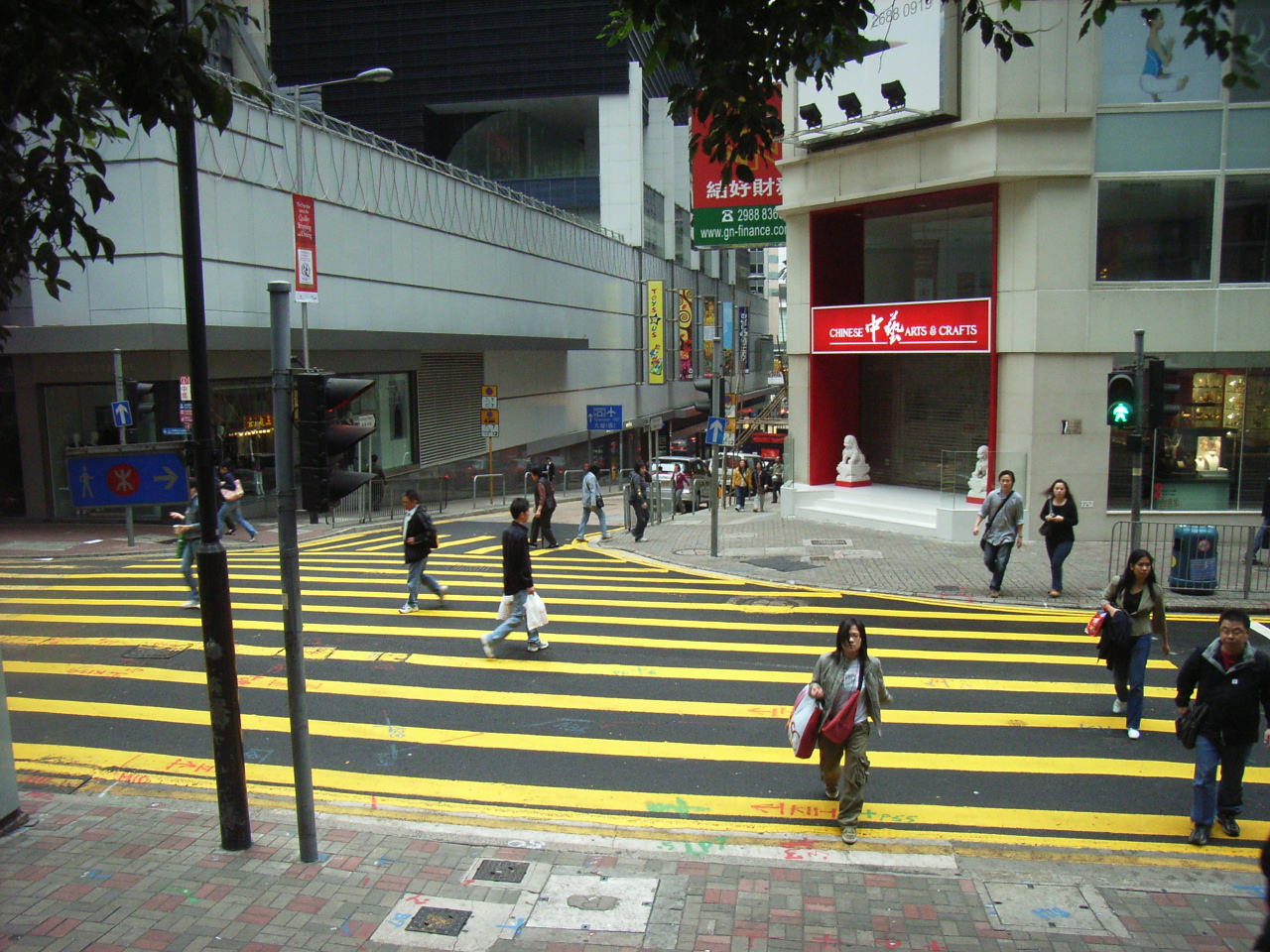
中藝百貨，中環砵典乍街分店

華潤集團（創業）有限公司(港交所除牌前0291.HK)，簡稱華潤創業或華創，於1992年創立，前身「華潤創業有限公司」，是當時在香港交易所上市的綜合企業公司。業務包括全球經營啤酒業務。而零售、食品及飲品業務則在2015年4月21日終止。公司在香港註冊，現改由英屬處女群島註冊。 
2012年華潤創業綜合營業額及股東應佔溢利分別增加14.6%及30.9%至1,262.36億港元及39.45億港元。

2013年華潤創業綜合營業額及股東應佔溢利分別增加16%及減少51.6%至1464.13億港元及19.08億港元。

2014年華潤創業的未經審核綜合營業額及本公司股東應佔溢利分別增加16.2%及減少8.7%至港幣835.06億元及港幣9.29億元。

## 業務擴張
- 2006年，華潤創業以40億港元向中國石化出售華潤石化。[2]2009年，華潤創業以49.37億元向母公司收購連鎖家世界超市及啤酒廠，同時向母公司華潤集團出售香港國際貨櫃碼頭、鹽田港國際集裝箱的股權及紡織業務。[3]
- 2009年12月17日，華潤創業以38.8億元向思捷環球出售中國合資公司Tactical Solutions Incorporated（TSI餘下51%權益）；華創在交易中將獲利32億元

- 2010年6月29日華潤創業以3.266億港元（4,187.2萬美元），向其士泛亞收購香港太平洋咖啡八成股份，為集團打開內地的咖啡店市場作好準備；其士泛亞將保留太平洋咖啡兩成的權益

- 2011年1月24日華潤創業與日本著名飲料集團麒麟控股（Kirin）合組合營企業，在包括中國內地、香港和澳門的大中華區生產和分銷非酒精類飲料，雙方均會注入在中國現有的非酒精類飲品業務及資產，麒麟需再額外注資多4億美元（約31.2億港元）現金，華創及麒麟會分佔合營60%及40%權益。
- 2011年1月份收購奧克啤酒鄭州、漯河、安陽三間工廠
- 2011年2月，華潤雪花收購了江蘇三泰啤酒有限公司
- 2010年4月收購河南駐馬店悅泉啤酒
- 2011年7月5日'深圳華潤堂收購華潤北藥旗下在中國數省從事經營「三九」品牌下的152家連鎖零售藥房。本收購的總代價（包含支付股東貸款）約為人民幣7,296萬元（相等於約港幣8,755萬元）四家全資附屬公司（即江蘇三九、廣州三九、濟南三九及深圳三九）、一家擁有85%權益的附屬公司武漢三九及一家擁有92.5%權益的附屬公司杭州三九組成。

2010年收入3.19億人民幣。
- 2011月7月初投資3億元收購北方綠色食品股份有限公司清河墨尼啤酒分公司80.1%股權
- 2011年7月13日華潤雪花以8.70億元現金收購喜力亞太持有的江蘇大富豪啤酒有限公司49%股權，以及上海亞太啤酒有限公司100%股權。上海亞太啤酒的主要品牌“力波REEB
- 2010年11月29日，華潤雪花以2.68億元向朝日啤酒買入杭州西湖啤酒45%的股權
- 2011年8月2日增持杭州西湖啤酒至100%股權及湖洲啤酒餘下25%股權，杭州西湖啤酒目前擁有湖洲啤酒另外的75%股權

- 2011年7月13日華潤萬家（香港）有限公司以36.9億元人民幣（約44.63億港元）的價格收購江西最大的零售企業洪客隆100%股權

洪客隆由零售业起家，目前业务分为三大块，洪客隆百货集团、洪客隆地产集团、洪客隆酒店集团。在2010年中國連鎖百強排名中，洪客隆以32.8億元年銷售額排名第80位
- 2011年8月2日收購河南商丘藍牌啤酒公司（簡稱藍牌啤酒）100%股權

- 2013年2月5日旗下的華潤雪花啤酒將以53.84億元（人民幣‧下同，約66.4億港元）收購金威啤酒（124）的釀酒業務資產，包括金威的股份、股東貸款和待售的債項，華創現時持有金威已發行股本的51%。

- 2013年8月18日旗下華潤萬家超市已與Tesco簽訂「諒解備忘錄」，有意成立一家合資企業，在內地、香港及澳門經營大賣場、超級市場、便利店、現購自運及酒類專賣店業務，雙方佔股比例為80%和20%。

- 2013年10月3日華潤創業落實與英國零售集團Tesco成立合資公司，在大中華區零售市場大展拳腳，Tesco除了向合資公司注入內地店鋪和購物商場外，還向華創支付43.25億港元現金以獲得合資公司的20%股權，華創則佔合資公司餘下的80%權益。Tesco亦有權在交易完成第七年後要求合資公司上市，並增持權益至25%。而Tesco注入利原的業務在內地共有134間店鋪及11間Lifespace購物商場等。截至2013年2月底止，Tesco以上注入的業務的全年虧損為29.96億元。

2015年4月21日華潤創業落實以總代價300億港幣向大股東華潤集團出售所有非啤酒業務，包括以當時旗下Ondereel Ltd（零售、食品和飲品業務），當中145.79億元以現金支付，餘額則以承兌票據支付，於完成出售及削減股本後，集團建議派發特別股息每股12.3元。另外，大股東華潤集團以每股12.7元向獨立股東收購4.84億股華創股份，假如所有獨立股東同時接納出售部份股權，每持有1股華創股可按12.7元作價出售0.20525股予大股東。收購完成後，大股東持股將由現時的51.87%增至71.87%。
2018年2月5日山西汾酒公告稱，公司控股股東山西杏花村汾酒集團有限責任公司以協議轉讓的方式將其持有的公司9915.45萬股人民幣普通股股份及相關權益(占公司總股本的11.45%)轉讓給華潤創業旗下華創鑫睿(香港)有限公司
2022年6月，華潤創業以46.2億港元收購嘉里建設旗下位於沙田及柴灣的兩個貨倉。同月，華創建投再以13.6億港元購入運頭塘新城。

## 外部連結
- 華潤創業有限公司 （页面存档备份，存于）